# Album - Generic Flipper
Album - Generic Flipper è l'album di debutto del gruppo punk statunitense Flipper, pubblicato nel 1982 da Subterranean Records. Nel novembre 2007 Blender l'ha posizionato al #86 nella classifica dei 100 migliori album indie rock di sempre. L'album è anche chiamato Album, Album: Generic, Generic Flipper o anche solamente Generic. Fu pubblicato per la prima volta su CD nel 1992 dalla American Recordings e poi cancellato dal catalogo.

## Tracce

### Lato A
1. Ever – 2:56
2. Life Is Cheap – 3:55
3. Shed No Tears – 4:26
4. (I Saw You) Shine – 8:31

### Lato B
1. Way of the World – 4:23
2. Life – 4:44
3. Nothing – 2:18
4. Living for the Depression – 1:23
5. Sex Bomb – 7:48

## Formazione
- Will Shatter – voce e basso
- Bruce Loose – voce e basso
- Ted Falconi – chitarra
- Steve DePace – batteria, percussioni e voce d'accompagnamento

## Crediti[2]
- Bobby - sassofono
- Ward - sassofono
- Curtis - percussioni
- Gary Hobish - mastering della ristampa
- Bruce Loose - effetti speciali
- Krist Novoselic - note
- Nathaniel Russel - layout, design della ristampa

## Cover
- I Melvins hanno reinterpretato Way of the World nella raccolta Singles 1-12[5].
- Gli Unto Ashes hanno realizzato una cover di Way of the World nel loro album del 2005 Grave Blessings[6].